# Can Mundet (Amer)
Can Mundet és una casa d'Amer (Selva) inclosa a l'Inventari del Patrimoni Arquitectònic de Catalunya.

## Descripció
Edifici cantoner de tres plantes i golfes coberta amb doble vessant a façana. Dona a la plaça i al carrer Pep Ventura. Totes les obertures són rectangulars, a excepció de les arcades de mig punt de la planta baixa. La façana és arrebossada però no pintada, menys la cadena cantonera i les arcades de la planta baixa, que tenen la pedra vista.
El primer pis té un balcó corregut amb una finestra tapada i el segon un d'individual i una finestra. A les golfes hi ha dues obertures ovalades a mode d'ulls de bou. Després continua una cornisa emergent i mensulada de manera senzilla amb 24 elements molt junts de ciment i rajola.
Pel que fa a la façana que dona al carrer Pep Ventura, hi ha una finestra lateral de la planta baixa on es conserva una llinda de pedra sorrenca aprofitada possiblement de la casa anterior. És curiosa perquè la inscripció està en hebreu, tot i ser datada de 1775. La llinda és estreta i conté una decoració central ovalada amb motius vegetals i dos òvols a cada costat, un amb part de la data i l'altre amb una part de la inscripció jueva.

## Història
Casa reformada el segle XX respectant l'estructura del segle xviii.
Destaca la llinda de pedra, conservada a la finestra de la planta baixa i datada de 1775, amb una inscripció amb lletres hebrees. José M. Millás Vallicrosa (1952), per informació de Miquel Oliva, llavors conservador del "Museo Arqueològico" de Girona, va estudiar la llinda i d'aquest estudi se'n desprèn que ha estat escrit en caràcters quadrats i alguns d'ells imperfectes. Ell suposa que es tracta de la transcripció en hebreu de les paraules catalanes: "Déu Ver" i la paraula "Iesus", encara que també presenta la possibilitat que fos el cognom d'algú (Iesus Diumer, Deubar o Diubar). És a dir, que o bé és una invocació (Iesus, Déu Ver, 1775) o bé un nom propi (Iesus Diumer, 1775).
Les llindes similars a aquesta existeixen en altres pobles propers, com Sant Feliu de Pallerols (Cal Ferrer) i Vilafreser (Can Ramon), datades del segle xvi i XVII. Totes contenen llegendes o advocacions cristianes escrites en hebreu. L'explicació més probable de l'ús de l'alfabet hebreu en casos similars és l'interès cultura elitista per la cultura clàssica i les lletres antigues.
Els edificis que es conserven a la plaça són d'origen medieval, reformats durant els segles XV, XVI i sobretot durant els segles XVIII i XX. Tot i que es conserven reminiscències medievals a les façanes com ara alguna finestra geminada o trevolada, escuts en relleu, inscripcions, etc. la majoria d'edificis són dels segles XVIII-XX amb tres o quatre plantes i la particularitat d'ésser suportades parcialment pels porxos i arcades. L'origen d'aquests porxos és comercial, d'antigues parades de tendals i estructures de fusta que s'acaben cobrint i edificant a sobre. Així passà a Vic i també a Girona, entre altres poblacions properes.